# Anzat-le-Luguet
Anzat-le-Luguet è un comune francese di 189 abitanti situato nel dipartimento del Puy-de-Dôme nella regione dell'Alvernia-Rodano-Alpi.

## Società

### Evoluzione demografica
Abitanti censiti